# جاك هولمز
جاك هولمز (30 يونيو 1899 - 21 مايو 1950) (بالإنجليزية: Jack Holmes)‏ هو لاعب كريكت بريطاني (وحمل سابقاً جنسية المملكة المتحدة لبريطانيا العظمى وأيرلندا).